# Ruine Alt-Landenberg
Die Burg Alt-Landenberg ist die Ruine einer Höhenburg auf dem Gebiet der heutigen Gemeinde Bauma im Kanton Zürich in der Schweiz. Sie liegt auf einer Anhöhe über der Töss auf 721 m ü. M.

## Anlage
Der Zugang war bergseits durch einen künstlich vertieften Halsgraben erschwert. Der heutige Zugang erfolgt von Süden her. Nach einem ersten Tor gelangte man in einen Zwinger und über eine Zugbrücke zu einem zweiten Tor zu einer in den Fels geschlagenen Treppe, die direkt in die Anlage führte.
Die Anlage besteht aus einem rund 25 Meter lange Westteil und einem etwas längeren und breiteren Ostteil, in dem die Wohngebäude standen. Der Bau erfolgte in mehreren Phasen. Eine ältere Anlage, vermutlich mit schindelgedeckten Holzhäusern, wurde um 1200 ausgebaut; auch die Ringmauer entstand um diese Zeit. Der alte Zugang im Norden wurde durch eine Toranlage im Südwesten ersetzt. Als Baumaterial wurde auffallend viel Tuffstein verwendet.  Der geräumige Palas, der den ganzen östlichen Teil einnahm, entstand in einer späteren Ausbauphase. Bergseitig war er durch eine teilweise noch erhaltene drei Meter starke Schildmauer geschützt. Die Säulensockel, die das erste Obergeschoss trugen, sind noch zu sehen. Die Quermauer im Westen und der 14 Meter tiefe Sodbrunnen wurden später angebaut. Es ist denkbar, dass dieser schmale Teil ein Treppenhaus bildete. Spuren eines Bergfrieds wurden nicht gefunden.
Die Anlage von Alt-Landenberg mit Ringmauer, Torbau, Zwinger, Innenhof, geräumigem Palas und Wirtschaftsgebäuden entsprach einer typischen Burg des ausgehenden Hochmittelalters. Die Burganlage wurde in den 1960er Jahren freigelegt und restauriert.

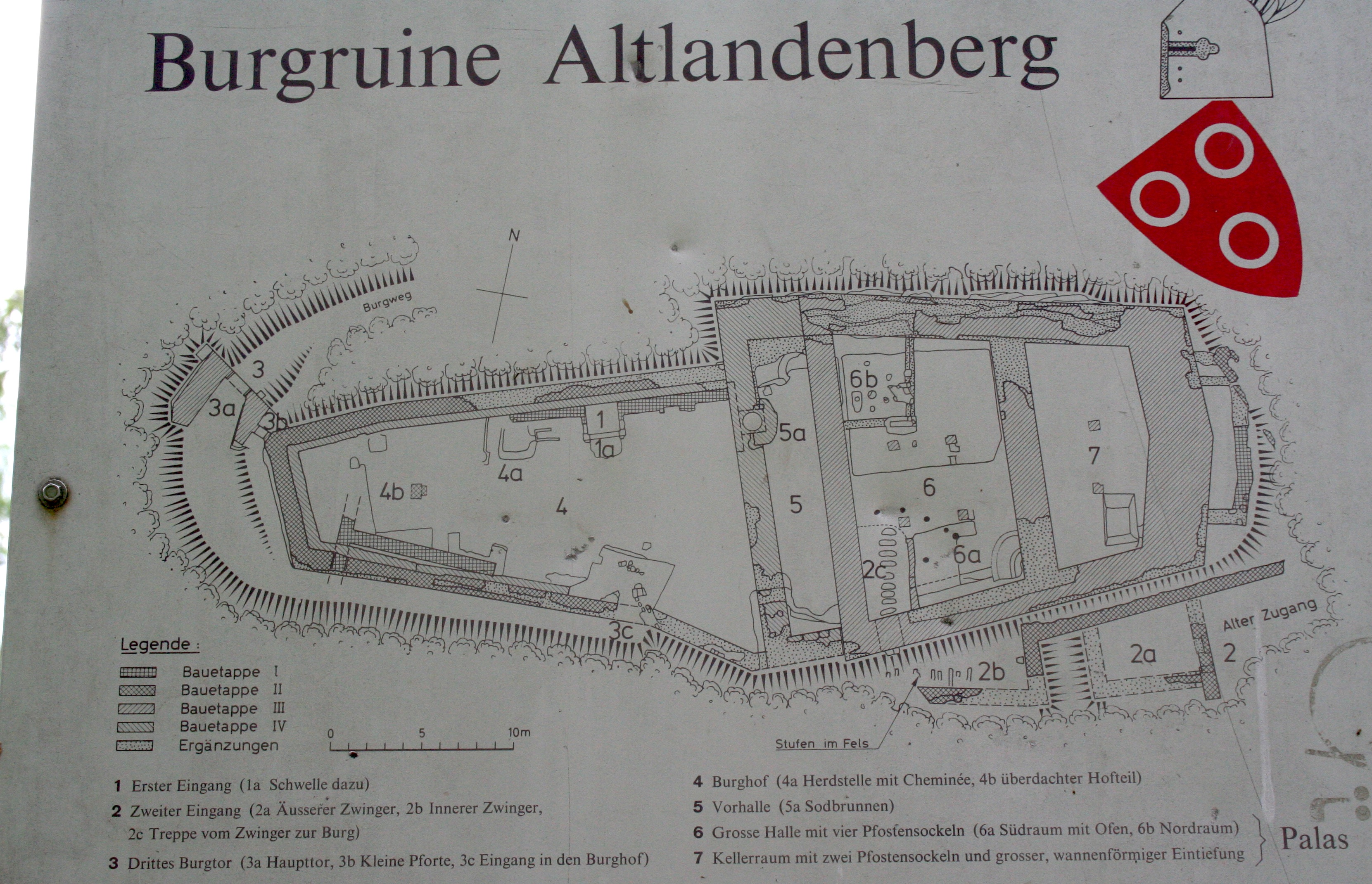
Plan der Anlage
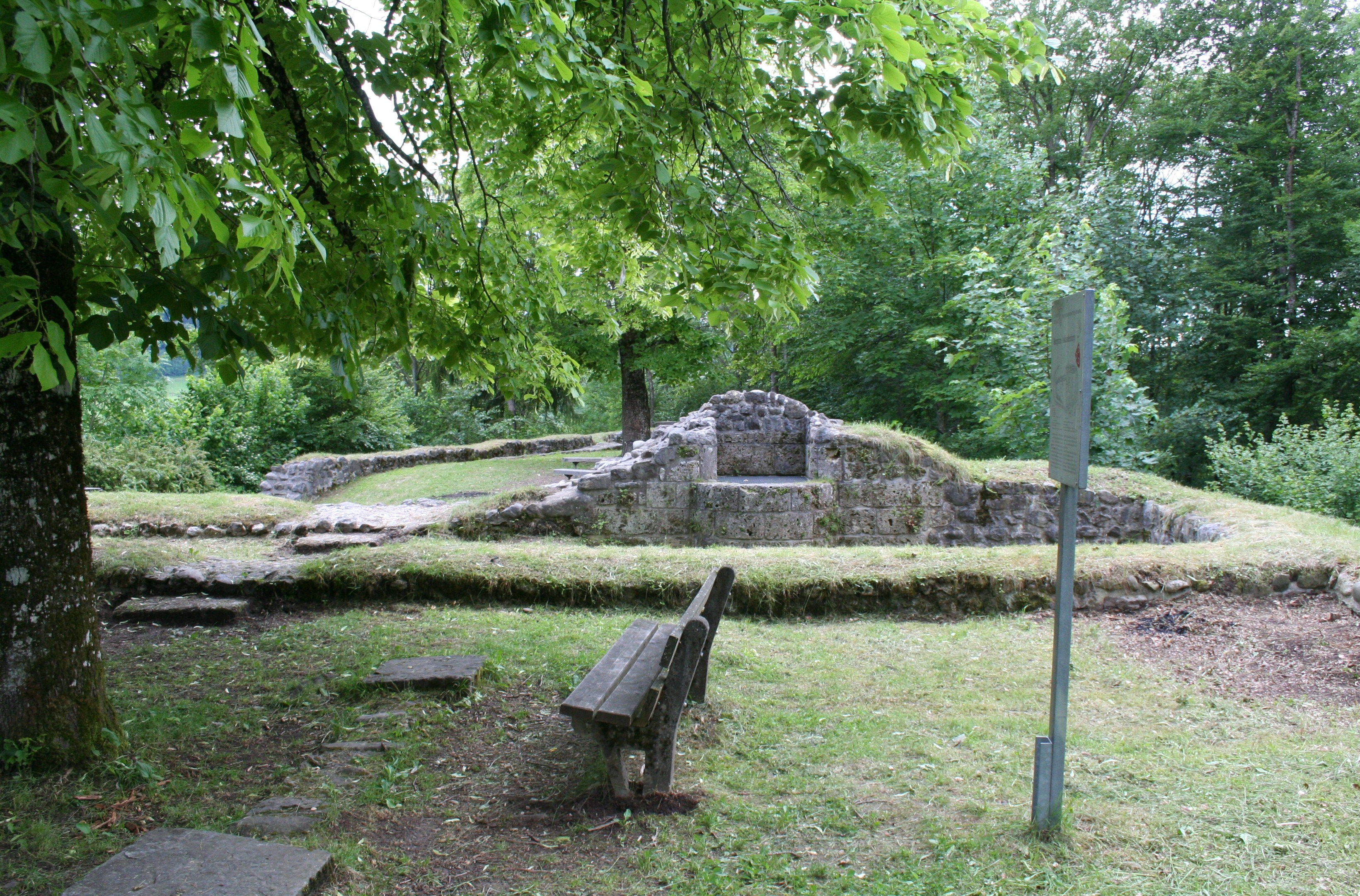
Blick nach Westen, Sodbrunnen
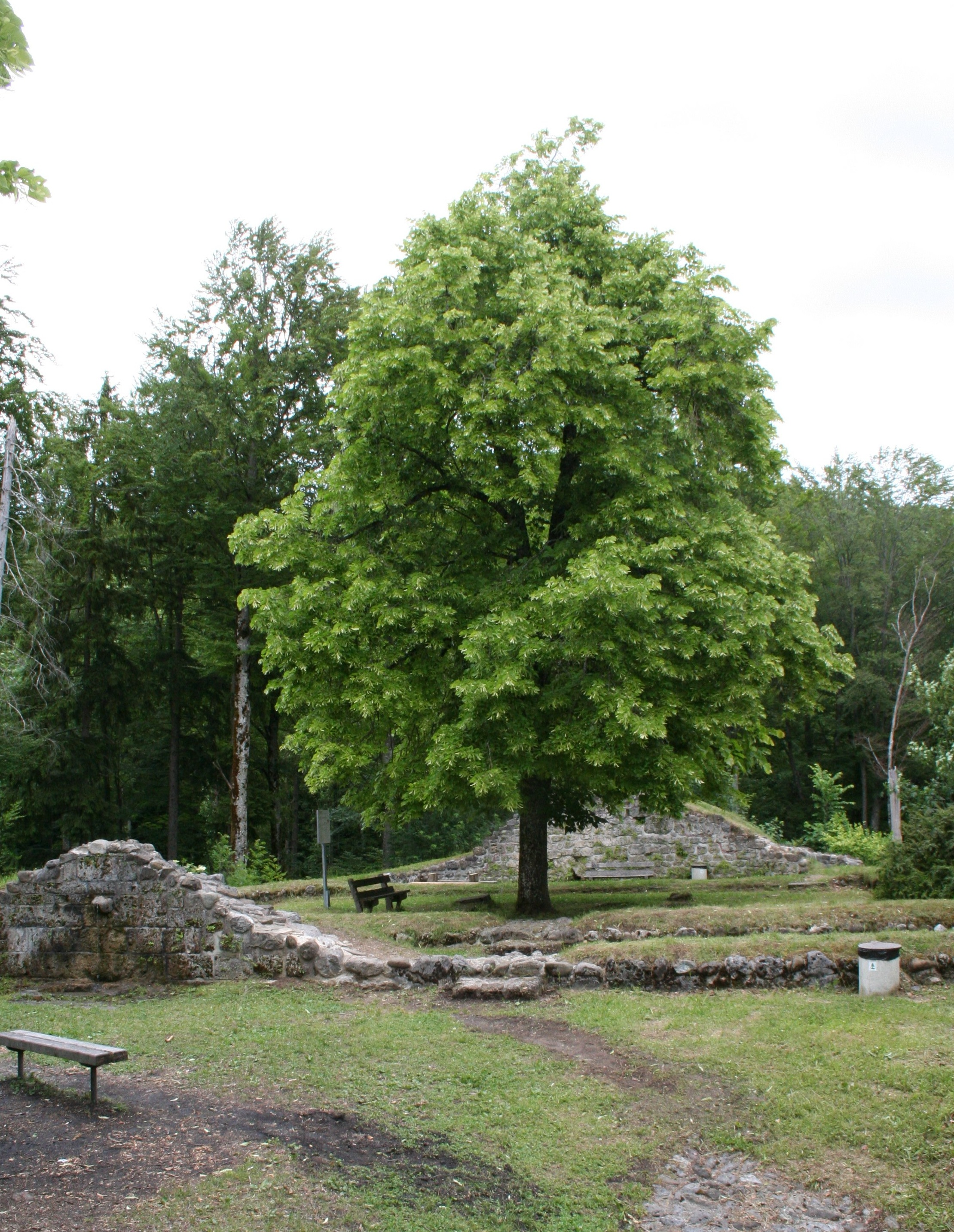
Burghof nach Osten
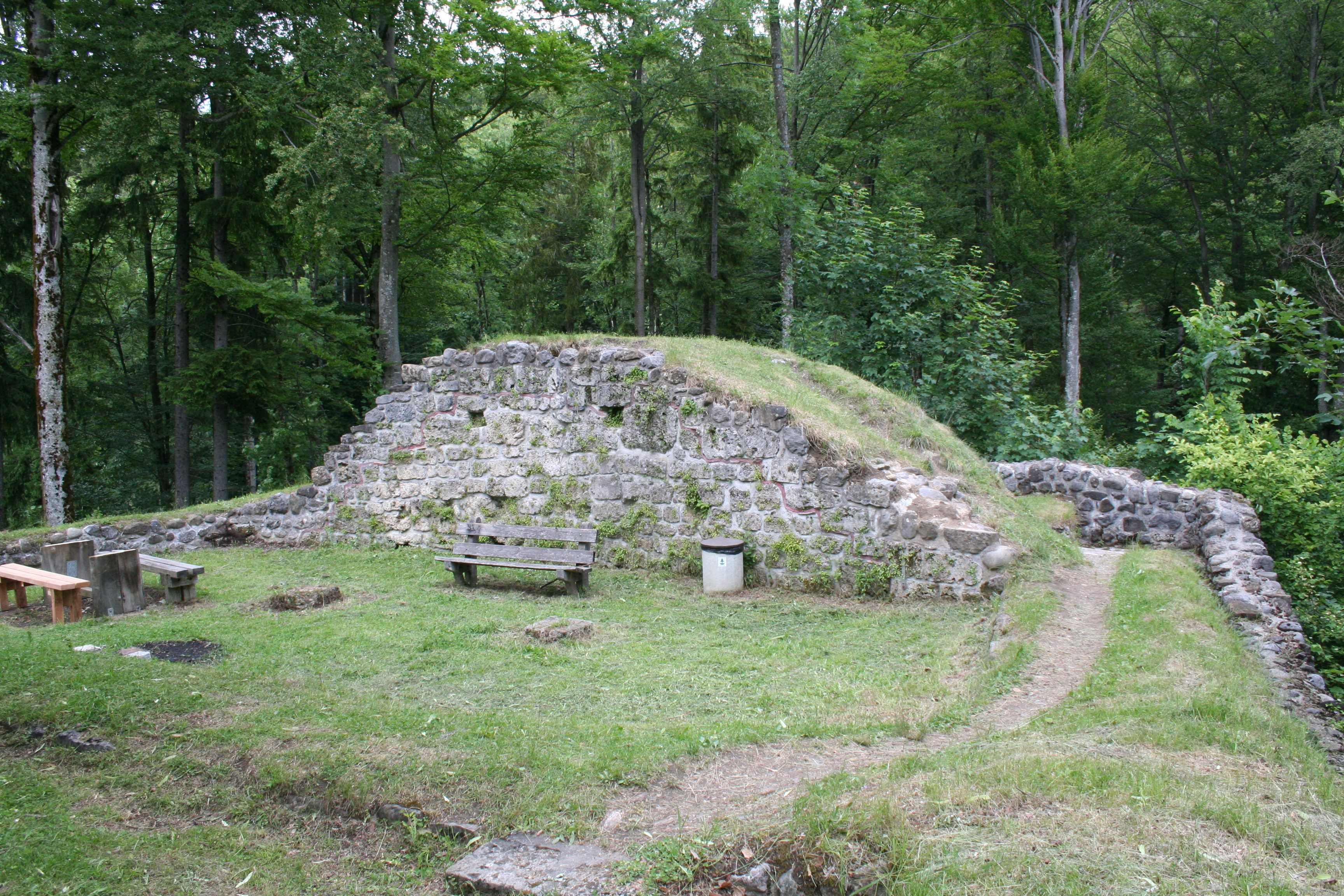
Halle

## Geschichte
Die Burg Alt-Landenberg, von althochdeutsch Landinberg («Burg des Lando»), wurde um 1200 als typische Rodungsburg erbaut. Ihre Anfänge und ersten Bewohner sind nicht dokumentiert. 1315 fielen jedoch bereits die letzten Ritter der Burg, Rudolf und sein Sohn Pantaleon, in der Schlacht am Morgarten, als sie auf der Seite der Habsburger eine vernichtende Niederlage gegen die Eidgenossen erlitten. Die Burg fiel hierauf als Erblehen an die Kloster St. Gallen zurück, gelangte in die Hände verschiedener Besitzer und kam 1549 an die Stadt Zürich, die sie weiter verlieh. Als letzter Inhaber wird ein Hans Rüegg von Altlandenberg erwähnt, der sich 1651 anerbot, Steine der immer mehr verfallenden Burg für einen Kirchenbau beizusteuern. Die Burgruine wurde in den Jahren 1958/63 freigelegt und restauriert.

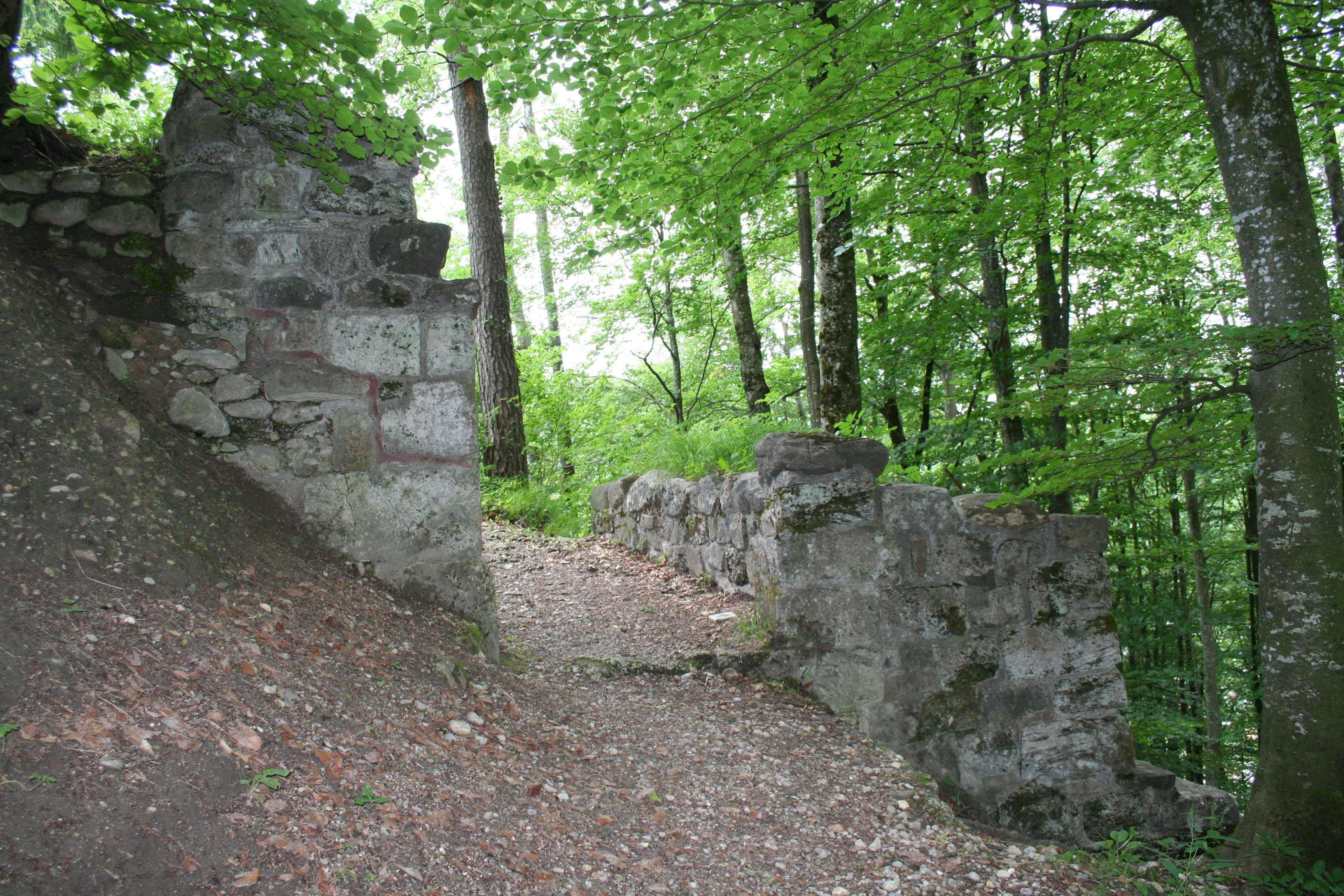
Zugang
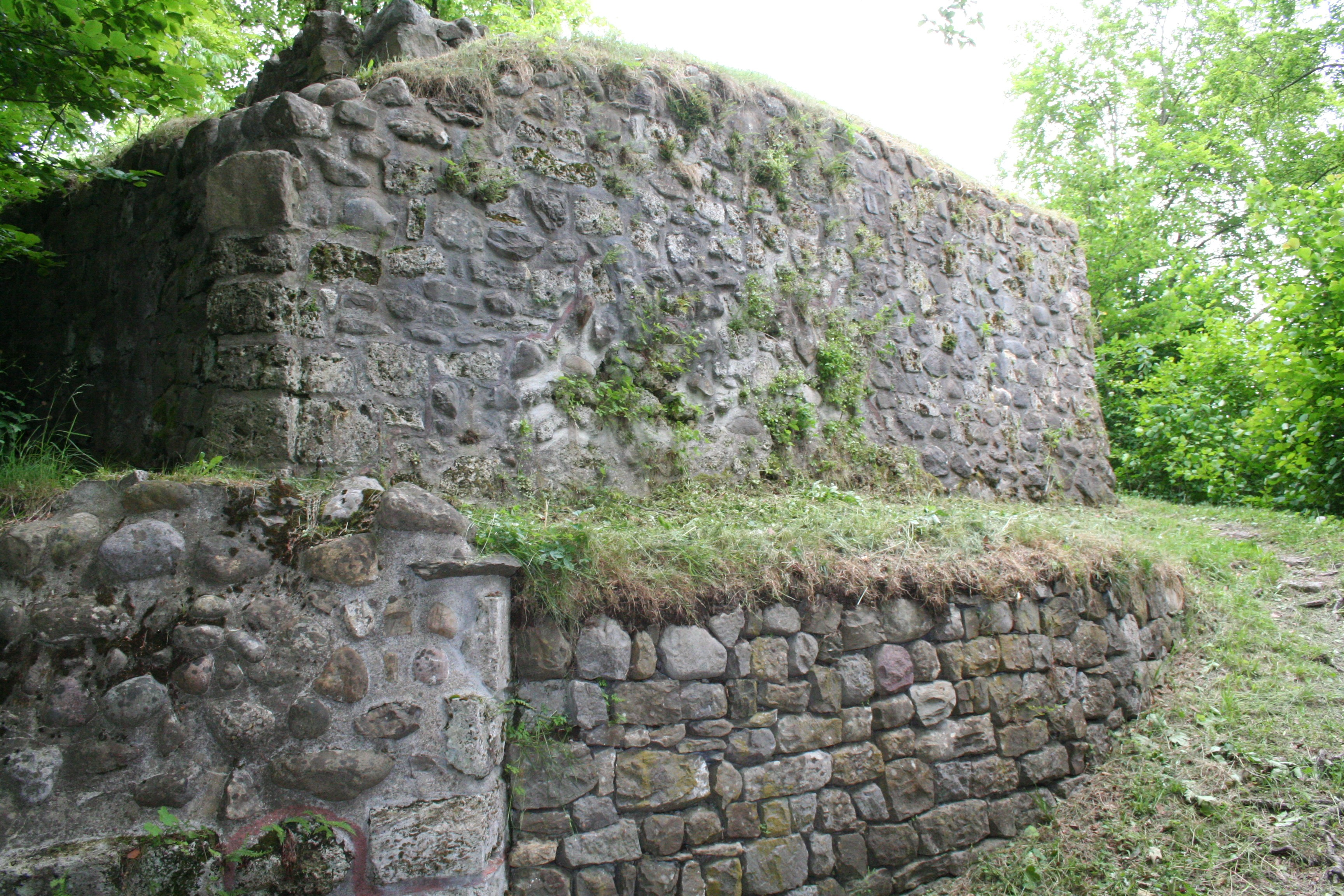
Weg zum Burghof
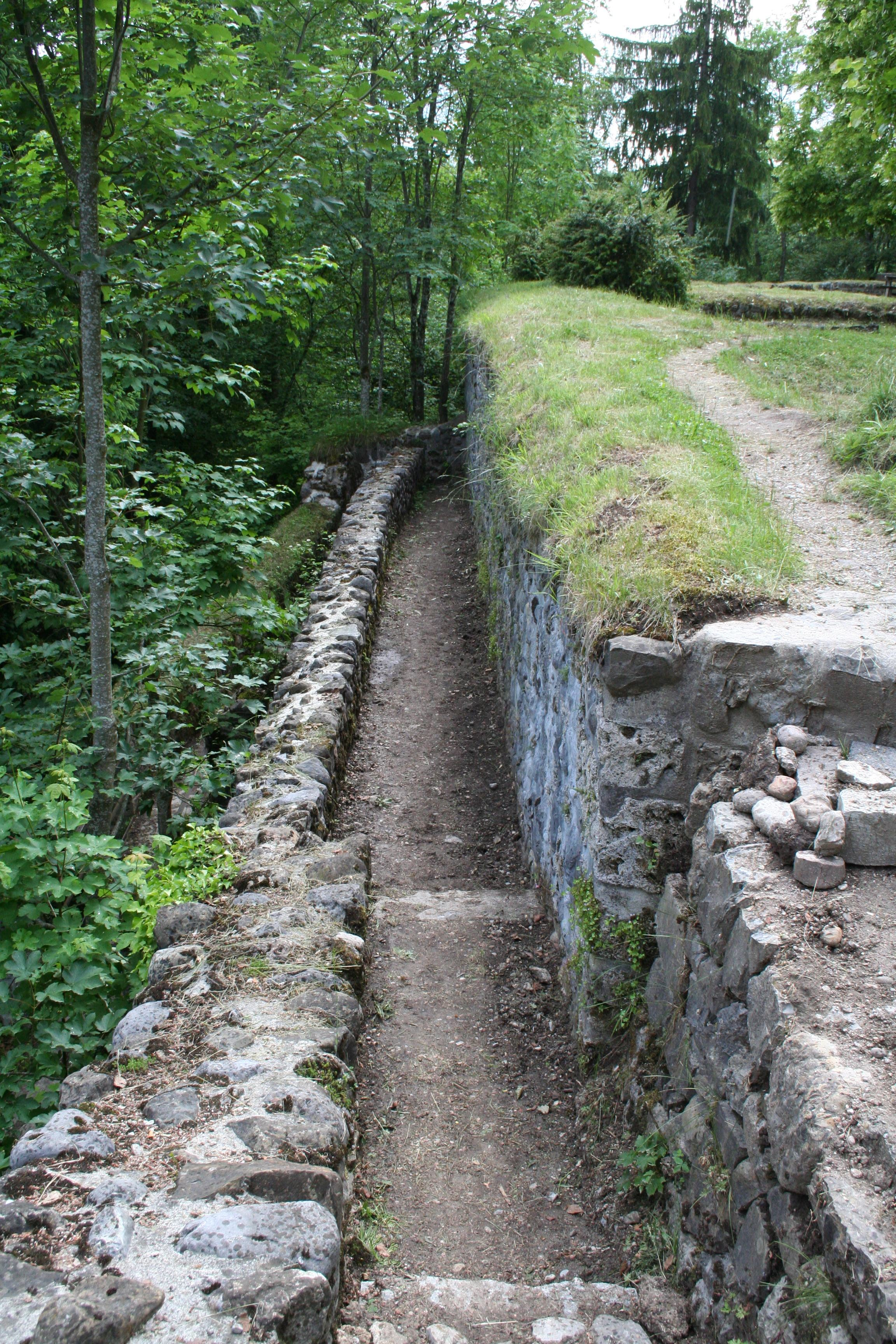
Bering

## Wandertipps
Unweit des Wanderwegs von Altlandenberg durchs Rüeggenbachtal findet man schöne Beispiele von Nagelfluhgubeln mit darüber fallenden Giessen:
Rüeggenbachgiessen I, Fallhöhe 15 m, Koord. 708505/248285
Rüeggenbachgiessen II, Fallhöhe 10 m, Koord. 708420/248178
Mögliche Fortsetzung auf dem Guyer-Zeller–Wanderweg durchs Chämmerlitobel mit den
Chämmerlibach-Giessen I, 8 m, Koord. 708484/249234,
Chämmerlibach-Giessen II, 25 m, Koord. 708436/249262.